# Puente de Sidi Maârouf
El puente de Sidi Maârouf es un puente atirantado situado en la ciudad de Casablanca. Tiene una longitud de 224 metros y es parte de la Autopista del Sur, que conecta la ciudad con Agadir. Tuvo un coste de 588 millones de dírhams, su construcción comenzó en enero de 2016 y fue inaugurado el 10 de mayo de 2019. Tiene un tráfico de 17.000 vehículos por hora en horas punta.
El diseño del puente incorpora una pila de 75 metros de altura, inclinada 12 grados respecto al eje vertical, compuesta por un núcleo metálico revestido de hormigón armado. La implementación de una solución técnica basada en una única antena se justifica por la necesidad de reducir al máximo cualquier interferencia con el flujo del tráfico que transita por debajo de la estructura. En este contexto, 27 cables de acero han sido dispuestos para soportar la carga del tablero y de la arcada central, cuya longitud alcanza los 138 metros y está constituida por un bastidor metálico reforzado mediante una losa de hormigón armado. En conjunto, el peso del acero empleado en la construcción asciende a 3.500 toneladas.